# Kärra kyrka
Kärra kyrka, fram till 2001 Kärra kapell, är en kyrkobyggnad som sedan 2010 tillhör Tuve-Säve församling (tidigare Säve församling) i Göteborgs stift. Den ligger i stadsdelen Kärra i Göteborgs kommun. Norr om kyrkan finns ett församlingshem uppfört år 1978.

## Kyrkobyggnaden
Kyrkobyggnaden uppfördes på privat initiativ med insamlade medel åren 1920–1921 och den första gudstjänsten hölls den 19 juni 1921. Den ritades av arkitekten Theodor Wåhlin och det finns två kyrkor uppförda efter nästan identiska ritningar: Hamburgsunds kapell och Nösunds kapell. Till en början drevs kapellet ideellt av Kärra kapellförsamling, tills det 1928 överlämnades till Säve församling.  
Den enkelt utformade träbyggnaden är uppförd i nationalromantisk stil. Koret avslutas med en tresidig absid med valmat tak. Vapenhuset är smalare och lägre än långhuset. Kyrktornet är högt och spetsigt, täckt av kopparplåt och krönt med ett förgyllt kors. 
Byggnaden har renoverats grundligt 1966 och 1983-1985, men är väl bevarad i sitt ursprungliga skick. Snickeriernas dova marmoreringar är mycket tidstypiska, men kyrkorummet är luftigt och har högt i tak. Bänkarna är fasta.

## Inventarier
- Kyrkklockan, som väger 300 kg, skänktes av en privatperson 1926.
- Altaruppsatsen färdigställdes 1928 och har en altartavla utförd av Gunnar Erik Ström. Tavlans motiv är nattvarden.
- I kyrkan finns två dopfuntar. Ursprungliga funten består av en rund skål med en fot i mörkt rödbrun porfyr. Tillhörande dopskål är monterad på en sockel av trä. År 1966 tillkom en dopfunt tillverkad i ljusbrun lera av konstnär Märta Taube-Ivarson. Funtens cuppa har reliefer med bibliska scener. Tillhörande dopskål är tillverkad i silver.
- Norr om koret finns en väggfast predikstol som saknar ljudtak och når från en dold trappa från koret.
- Två nummertavlor finns i kyrkan. Ena är från år 1921 och den andra från år 1971. Nummerfälten är gråmålade och ramverken är marmorerade i rödbruna färger.
- En ljuskrona i långhuset tillkom år 1954 och en ljuskrona i läktaren tillkom år 1973.

### Orgel
Orgeln på läktaren i väster är byggd 2006 av Ålems Orgelverkstad efter engelska och franska 1800-talsförebilder. Den innehåller även äldre pipmaterial och har tretton stämmor fördelade på två manualer och pedal.